# Telstar in het seizoen 1969/70
Het seizoen 1969/1970 was het zevende jaar in het bestaan van de Velsense betaaldvoetbalclub Telstar. De club kwam uit in de Eredivisie en eindigde daarin op de 14e plaats. Tevens deed de club mee aan het toernooi om de KNVB Beker, hierin werd in de derde ronde, na strafschoppen, verloren van PSV (1–1).

## Wedstrijdstatistieken

### Eredivisie
|       | ADO   | Ajax  | AZ '67 | DOS   | DWS   | Feijenoord | Go Ahead | Haarlem | Holland Sport | GVAV  | MVV   | NAC   | N.E.C. | PSV   | Sparta | SVV   | FC Twente '65 |
| ----- | ----- | ----- | ------ | ----- | ----- | ---------- | -------- | ------- | ------------- | ----- | ----- | ----- | ------ | ----- | ------ | ----- | ------------- |
| Thuis | 1 – 2 | 2 – 2 | 0 – 3  | 1 – 2 | 0 – 1 | 1 – 3      | 1 – 1    | 1 – 1   | 2 – 3         | 3 – 0 | 1 – 1 | 1 – 1 | 0 – 1  | 0 – 1 | 1 – 1  | 2 – 0 | 2 – 0         |
| Uit   | 1 – 1 | 4 – 1 | 0 – 0  | 0 – 1 | 3 – 0 | 2 – 0      | 1 – 1    | 1 – 1   | 1 – 1         | 2 – 0 | 0 – 0 | 1 – 0 | 1 – 1  | 3 – 1 | 3 – 2  | 1 – 3 | 2 – 2         |

### KNVB Beker
| 1e ronde                                        | ZFC                                              | 0 – 2 (0 – 1)          | Telstar                         |
| 19 oktober 1969 Plaats: Zaandam Westzanerdijk   |                                                  |                        | 31' Cees de Vries 87' Dick Beek |
| 2e ronde                                        | Telstar                                          | 5 – 0 (2 – 0)          | Excelsior                       |
| 1 maart 1970 Plaats: Velsen Schoonenberg        | Dick Beek 19', 65', 80', 82' Frans van Essen 40' |                        |                                 |
| 3e ronde                                        | PSV                                              | 1 – 1 Na strafschoppen | Telstar                         |
| 12 april 1970 Plaats: Eindhoven Philips Stadion | Nico Mares 94'                                   |                        | 114' Fred André                 |

## Statistieken Telstar 1969/1970

### Eindstand Telstar in de Nederlandse Eredivisie 1969 / 1970
| Stand | Gespeeld | Gewonnen | Gelijk | Verloren | Punten | Doelpunten voor | Doelpunten tegen |
| ----- | -------- | -------- | ------ | -------- | ------ | --------------- | ---------------- |
| 14e   | 34       | 5        | 14     | 15       | 24     | 33              | 48               |

### Topscorers
| #                 | Naam            | Goal |
| ----------------- | --------------- | ---- |
| 1.                | Dick Beek       | 11   |
| 2.                | Dick Bond       | 4    |
| 3.                | Ger Clement     | 3    |
| 3.                | Bert Theunissen | 3    |
| 5.                | Tonny Fens      | 2    |
| 5.                | Milan Stanić    | 2    |
| 5.                | Monne de Wit    | 2    |
| 8.                | Paul van Egmond | 1    |
| 8.                | Frans van Essen | 1    |
| 8.                | Ruud Geestman   | 1    |
| 8.                | Tjeerd Kort     | 1    |
| 8.                | Cees de Vries   | 1    |
| Onbekend doelpunt |                 |      |
| –                 | Onbekend        | 1    |
| Totaal            | Totaal          | 33   |

| #      | Naam            | Goal |
| ------ | --------------- | ---- |
| 1.     | Dick Beek       | 5    |
| 2.     | Fred André      | 1    |
| 2.     | Frans van Essen | 1    |
| 2.     | Cees de Vries   | 1    |
| Totaal | Totaal          | 8    |

## Voetnoten
ADO ·
Ajax ·
AZ '67 ·
DOS ·
DWS ·
Feijenoord ·
Go Ahead ·
Haarlem ·
Holland Sport ·
GVAV ·
MVV ·
NAC ·
N.E.C. ·
PSV ·
Sparta ·
SVV ·
Telstar ·
FC Twente '65